# 过氧亚硝酸
过氧亚硝酸（HNO3/HOONO/HONO2）是一种活性中间体，被广泛认为是自由基。它是过氧亚硝酸根（ONOO−）的共轭酸。它的pKa约为6.8。过氧亚硝酸可以均裂成二氧化氮和羟基自由基，这是一对笼蔽的自由基。大约66%的时间，这两个自由基通过电子转移形成硝酰阳离子和氢氧根离子。其他33%的时间，这两种物质以自由基形成从溶剂笼中逃逸。过氧亚硝酸在大气化学中较重要。